# Горка (Спасское сельское поселение)
Горка — деревня в Тарногском районе Вологодской области.
Входит в состав Спасского сельского поселения, с точки зрения административно-территориального деления — в Нижнеспасский сельсовет.
Расстояние до районного центра Тарногского Городка по автодороге — 43 км, до центра муниципального образования Никифоровской по прямой — 5 км. Ближайшие населённые пункты — Рыкаловская, Кузьминская, Едовинская, Костаиха, Наумовская.
По переписи 2002 года население — 14 человек.